# Przejście graniczne Mali Selmency-Veľké Slemence

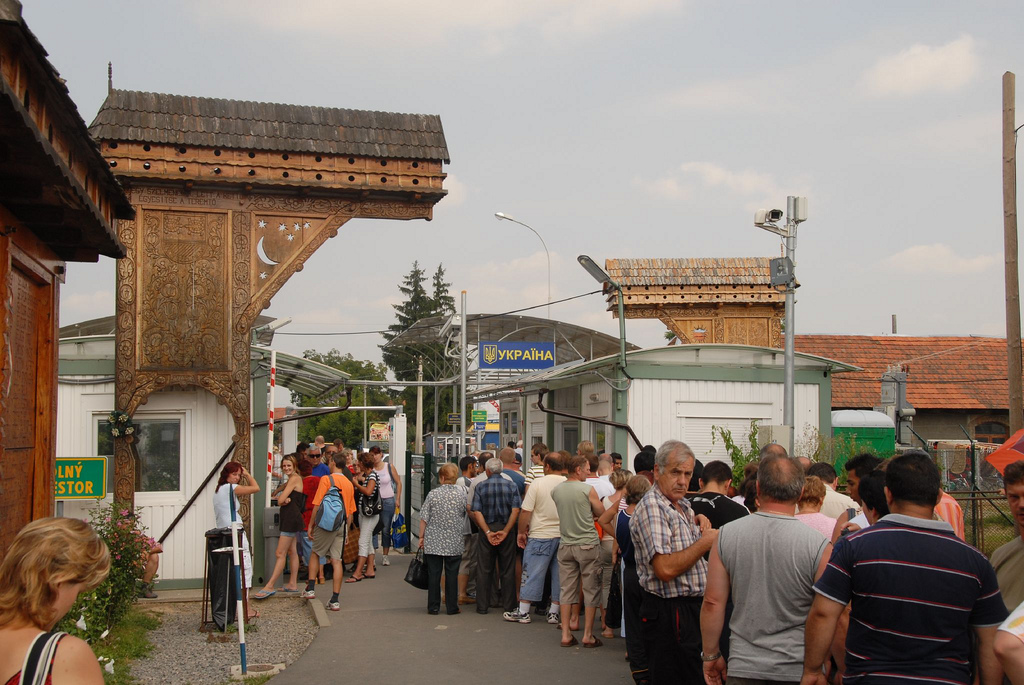

Przejście graniczne Mali Selmency-Veľké Slemence – piesze i rowerowe przejście graniczne między miejscowością Mali Selmency (Kisszelmenc) na Ukrainie i Veľké Slemence (Nagyszelmenc) na Słowacji otwarte 23 grudnia 2005 roku.
Slemence (Szelmenc) to historycznie jedna, zamieszkana przez ludność węgierską,  zakarpacka wieś, przez środek której latem 1946 roku przeprowadzono linię graniczną między Czechosłowacją a Związkiem Radzieckim. Strzeżone przez wojsko zasieki na długie dziesięciolecia rozdzieliły slemeneckie rodziny. Otwarcie przejścia było zwieńczeniem wyrażanych od początku lat 90. dążeń mieszkańców podzielonej wsi do – przynajmniej częściowego – otwarcia granicy. Grudzień 2005 roku był dla wielu pierwszą okazją zobaczenia drugiej części rodzinnej wsi i spotkania z widywanymi dotychczas tylko przez szlaban krewnymi. Ponowne zacieśnienie kontroli, oznaczające powrót do obowiązku wizowego dla obywateli ukraińskich, nastąpiło 21 grudnia 2007 roku wraz z przystąpieniem Słowacji do strefy Schengen.